# Werner Karl Heisenberg
Werner Karl Heisenberg, , nemški fizik, * 5. december 1901, Würzburg, Nemčija, † 1. februar 1976, München, Nemčija.
Heisenberg je leta 1932 prejel Nobelovo nagrado za fiziko »za razvoj kvantne mehanike, katere uporaba je med drugim vodilo do odkritja alotropnih oblik vodika.«.

## Življenje in kariera
Werner Karl Heisenberg je bil rojen v Würzburgu, Nemčija očetu Kasparju Ernestu Augustu Heisenbergu in njegovi ženi Annie Wecklein. Njegov oče je bil učitelj klasičnih jezikov in je kasneje postal učitelj srednjeveških in sodobnih grških študij v univerzitetnem sistemu.  Od leta 1920 do 1923 je študiral fiziko in matematiko na univerzah v Münchnu (Ludwig-Maximilians-Universität München) in v Göttingenu (Georg-August-Universität Göttingen). V Münchnu sta ga učila Arnold Sommerfeld in Wilhelm Wien. V Gottingenu pa je študiral fiziko skupaj z Maxom Bornom. Doktoriral je leta 1923. Ker je Sommerfeld vedel za njegovo zanimanje za Nielsa Bohra in njegove teorije o atomski fiziki, ga je leta 1922 vzel na simpozij o fiziki atomskih delcev, ki ga je organiziral Bohr. Tam je Heisenberg tudi prvič spoznal Bohra, ki je imel velik vpliv nanj. Bil je namreč tam gostujoči predavatelj in dal vrsto obsežnih lekcij o kvantni atomski fiziki. 
V letih od 1923 do 1925 je delal z Rockefellerjem Grantom in Nielsom Bohrom na Univerzi v Köbenhavnu, a se poleti 1925 vrnil v Göttingen. Leta 1926 je bil predavatelj za teoretično fiziko na Univerzi v Københavnu pod okriljem Nielsa Bohra in ko mu je bilo le 26 let je bil imenovan za profesorja teoretične fizike na Univerzi v Leipzigu. V Københavnu je tudi razvil njegovo načelo nedoločenosti. Leta 1929 sta Heisenberg in Pauli objavila prvi deli o temeljih za relativistični kvantni teoriji pola.  Istega leta je tudi odšel na predavateljsko turnejo v ZDA na Japonsko in v Indijo. 
Kmalu po odkritju nevtronov je Heisenberg objavil prvo od treh dokumentov o modelu jedra protonih in nevtronih, za katero je leta 1932 tudi prejel Nobelovo nagrado. Ko je na oblast leta 1933 prišel Adolf Hitler je bil Heisenberg v medijih napaden kot »Beli Jud«, ker je želel poučevati o vlogi judovskih znanstvenikov. Zato je bil pod preiskavo SSa in tako se je tudi začelo obdobje, ki mu pravimo Heisenbergova afera. 

## Uranovo društvo
Konec leta 1938 sta nemška kemika Otto Hahn in Fritz Strassmann v znanstveni reviji Naturwissenschaften objavila članek, v katerem sta trdila, da sta našla element barij po obstreljevanju urana z nevtroni. Meitnerjeva, ki ji je o svojih odkritjih poročal Hahn, je kmalu za tem s svojim nečakom Ottom Robertom Frischem pojasnila, da nevtroni razcepijo jedro urana na dve srednje težki jedri, pri čemer se sprosti milijonkrat večja energija kot pri kemični reakciji. Frisch je kasneje z Rudolfom Peierlsom v Angliji potrdil to teorijo s poskusom.
Hahn in Strassmann sta v Nemčiji nadaljevala z raziskovanjem jeder izotopov nastalih pri cepitvi. Proti koncu leta 1939 pa je začelo delovati Uranovo društvo oziroma Uranverein. Pod okriljem vojaškega urada za oborožitev je društvo v tajnosti raziskovalo možnosti za izkoriščanje urana v vojne namene. Heisenberg je istega leta zasnoval načrt za jedrski reaktor, zato so se raziskovanja društva vrtela predvsem okoli reaktorja, ki bi lahko dajal energijo. Uranovo društvo ni bilo enotna ustanova, saj so v njem delovale različne raziskovalne skupine, ki so si pogosto nasprotovale. Heisenberg je bil vodja projekta v Berlinu in Leipzigu. Reaktor je poskušal sestaviti iz plošč kovinskega urana, med katerimi so se nahajale plasti trde vode. Zaradi letalskih napadov in Rdeče armade se je Heisenbergov inštitut iz Berlina preselil na jug v majhno mesto Hechingen. Reaktor so namestili v bližnjo kraško jamo, imenovano Haigerloch. Kasneje so ugotovili, da imajo premalo urana, zato so za pomoč prosili vodjo projekta Kurta Diebnerja, ki pa jim urana ni hotel prepustiti. Reaktor tako ni nikoli postal kritičen. 
Leta 1939, kmalu po odkritju jedrske cepitve, se je začel nemški projekt jedrskega orožja. Heisenberg je bil eden od glavnih znanstvenikov pri raziskavah in razvoju projekta. Heisenberg je odpotoval v Københaven, da bi se tam srečal z Nielsom Bohrom, s katerim sta razpravljala o jedrskih raziskavah in teoretični fiziki. O tem srečanju je posneto tudi veliko filmov in serij. Heisenberg je tako razvijal načrte za jedrsko bombo. 

## 1945: Misija Alsos
Angleži in Američani niso želeli, da bi Nemci pred njimi izkoristili cepitev uranovih jeder v vojne namene, zato so začeli s posebno obveščevalno misijo Alsos. Kot že omenjeno, so se fiziki preselili zaradi vojne izven Berlina (Heigerloch). S tem so lahko agenti v teku misije Alsos v Angliji zaprli 9 nemških znanstvenikov, ki so bili člani Uranovega društva. Heisenberga so aretirali 3.5.1945. Najprej so ga peljali v Heidelberg, kjer je dva dni pozneje srečal glavnega svetovalca generala, ki je vodil Misijo Alsos, 3.7.1945 pa je prispel v Anglijo. Ti znanstveniki so bili potem pripeljani na osamljeno podeželsko posestvo Farm Hall. Tam so bili priprti 6 mesecev. Vse pogovore Nemcev so tam posneli in jih prevedli v angleščino. Ugotovili so, kam so znanstveniki skrili uran, težko vodo in zapiske o poskusih. Izvedeli pa so tudi še nekaj drugih podatkov o njihovih odkritjih. Njihove pogovore so kasneje tudi zapisali in objavili. Objavljeni so bili v najrazličnejših delih (npr. Operacija Epsilon, Hitlerjevo uranovo društvo: tajna snemanja v Farm Hallu,…).

## Povojna kariera
2. januarja 1946 so nemški znanstveniki prišli nazaj v Nemčijo. Heisenberg je postal direktor Keiser Wilhelm inštituta za fiziko. Direktor je bil do leta 1958. Nato pa so inštitut povečali in preimenovali v Družba Maxa Plancka za razvoj znanosti. Do leta 1970 je bil skupaj z astronomom Ludwigom Biermannom direktor te družbe.
Leta 1947 je imel predavanja na Cambridgu, Edinburghu in Bristolu. Istega leta je tudi pomagal pri razumevanju superprevodnosti. Napisal je kar nekaj člankov o tem. Za tem se je ukvarjal s turbulenco. O odkritjih je tudi pisal v člankih. Leta 1952 je vodil Nemško delegacijo k Evropskemu odboru za jedrsko raziskavo. Ob koncu leta 1955 in začetku leta 1956 je vodil Giffordova predavanja o intelektualni zgodovini fizike na škotski univerzi St. Andrews. Predavanja so bila pozneje objavljena kot Fizika in Filozofija: revolucija v moderni znanosti. Leta 1957 je bil zainteresiran za plazmo (fizika) in za proces jedrskega zlivanja (fuzije). Leta 1973 pa je imel na Harvardu predavanje o zgodovinskem razvoju konceptov kvantne teorije. Istega leta je imel Heisenberg govor na Bavarski katoliški akademiji, kjer je prejel nagrado Romano Guardinija. Govoril je o znanstveni in verski resnici in o tem, da bi morali govoriti vedno o odnosu teh dveh resnic.

## Nobelova nagrada
Heisenbergovo delo o kvantni mehaniki bega veliko fizikov in zgodovinarjev. Temelji na matematični teoriji matrik, s katerimi pa Heisenberg takrat še ni bil seznanjen. V øobenhavnu sta Heisenberg in Hans Kramers sodelovala v znanstveni razpravi o disperziji in sipanju atomov sevanja, katerih valovna dolžina je večja od atoma. Dokazala sta da Kramersova formula ne more temeljiti na Bohrovih orbitah, saj so prehodne frekvence temeljile na razmikih, ki pa niso konstantni.  
Do tega časa so matrike, ki so jih fiziki le redkokdaj uporabljali, spadale pod področje matematike. Gustav Mie jih je uporabil v svojem dokumentu o elektrodinamiki in Born jih je uporabil pri svoji teoriji rešetke kristalov. Matrike so bile uporabljene v takih primerih vendar pa ne v algebri matrik in njihovem množenju kot pri formulah matrik za kvantno mehaniko.
Tako je leta 1928 Albert Einstein predlagal Heisenberga, Borna in Jordana za Nobelovo nagrado v fiziki. Tako je takrat Heisenberg osvojil nagrado za ustvarjanje kvantne mehanike, ki je nato privedla tudi do odkritja alotropnih oblik vodika. 

## Osebno življenje
Leta 1937 je spoznal Elisabeth Schumacher. Istega leta sta se poročila. Leta 1938 je Elisabeth rodila dvojčka, zatem pa v obdobju dvanajstih let še pet otrok (Maria, Wolfgang, Barbara, Christine, Jochen, Martin in Verena). 
Heisenberg je imel zelo rad klasično glasbo, igral je tudi klavir. Vzgojen je bil kot kristjan, zato je velikokrat govoril o združevanju znanosti z njegovo vero. Zelo rad je imel tudi alpinizem. 